# Bird Seed
Bird Seed är ett musikalbum av Whitehouse, utgivet 2003.

## Låtlista
1. Why You Never Became A Dancer (2:50)
2. Wriggle Like A Fucking Eel (4:43)
3. Philosophy (9:16)
4. Bird Seed (14:39)
5. Cut Hands Has The Sollution (6:12)
6. Munkisi Munkondi (5:02)